# Ursinia serrata
Ursinia serrata là một loài thực vật có hoa trong họ Cúc. Loài này được (L.f.) Poir. miêu tả khoa học đầu tiên.